# Campamento Ariel Sharon
El Campamento Ariel Sharon (en hebreo: קריית ההדרכה על שם האלוף אריאל שרון) (transliterado: Kiriat HaHadrachah Al Shem HaAluf Ariel Sharon) también es llamado la ciudad de las bases de entrenamiento (en hebreo: עיר הבה"דים) (transliterado: Ir HaBahadim), es un complejo de bases militares en construcción, situado en el desierto del Néguev, en el sur de Israel. El complejo forma parte de las Fuerzas de Defensa de Israel, y su nombre proviene del primer ministro de Israel, el político y militar israelí Ariel Sharon. El coste total del proyecto es de unos 50 000 millones de nuevos séquels israelíes (NIS).  
Después de la finalización de las obras, será la mayor base militar del país, contará con la capacidad para albergar y entrenar a unos 10 000 reclutas. La base está situada cerca de Yeruham, y cerca del cruce de Negev Junction entre las carreteras 40 y 224.
El complejo servirá como una instalación de entrenamiento militar, y albergará a las bases 6, 7, 10, 11, 13, y 20, y también incluirá zonas de reclutamiento y entrenamiento para no combatientes. En total el complejo cubrirá una área de unos 230 dunams, (unos 230.000 metros cuadrados).